# Diocesi di Pinheiro
La diocesi di Pinheiro (in latino: Dioecesis Pinerensis) è una sede della Chiesa cattolica in Brasile suffraganea dell'arcidiocesi di São Luís do Maranhão. Nel 2021 contava 324.280 battezzati su 501.845 abitanti. È retta dal vescovo Elio Rama, I.M.C.

## Territorio
La diocesi è situata nella parte settentrionale dello stato brasiliano di Maranhão.
Sede vescovile è la città di Pinheiro, dove si trova la cattedrale di Sant'Ignazio di Loyola.
Il territorio si estende su 21.360 km² ed è suddiviso in 25 parrocchie.

## Storia
La prelatura territoriale di Pinheiro fu eretta il 22 luglio 1939 con la bolla Ad maius Christifidelium di papa Pio XII, ricavandone il territorio dall'arcidiocesi di São Luís do Maranhão e dalla prelatura territoriale di São José do Grajaú (oggi diocesi di Grajaú).
Il 24 febbraio 1958 in virtù del decreto Concrediti gregis della Congregazione Concistoriale si ampliò, estendendo la sua giurisdizione ai comuni di São Bento e di Peri Mirim, fino allora appartenuti all'arcidiocesi di São Luís do Maranhão.
Il 16 ottobre 1961 cedette una porzione del suo territorio a vantaggio dell'erezione prelatura territoriale di Cândido Mendes (oggi diocesi di Zé Doca).
Il 16 ottobre 1979 la prelatura territoriale è stata elevata a diocesi con la bolla Cum praelaturae di papa Giovanni Paolo II.
Il 20 febbraio 1997 si è ampliata, acquisendo il territorio del comune di Turiaçu, appartenuto alla diocesi di Zé Doca.

## Cronotassi dei vescovi
Si omettono i periodi di sede vacante non superiori ai 2 anni o non storicamente accertati.
- Carlos Carmelo de Vasconcelos Motta † (1940 - 1944 dimesso) (amministratore apostolico)

- José Maria Lemerder † (1944 - 1946 deceduto)
- Afonso Maria Ungarelli, M.S.C. † (13 novembre 1948 - 1º marzo 1975 ritirato)
- Carmelo Cassati, M.S.C. † (17 giugno 1975 - 12 febbraio 1979 nominato vescovo di Tricarico)
- Ricardo Pedro Paglia, M.S.C. (3 luglio 1979 - 17 ottobre 2012 ritirato)
- Elio Rama, I.M.C., dal 17 ottobre 2012

## Statistiche
La diocesi nel 2021 su una popolazione di 501.845 persone contava 324.280 battezzati, corrispondenti al 64,6% del totale.
| anno | popolazione | popolazione | popolazione | presbiteri | presbiteri | presbiteri | presbiteri                | diaconi | religiosi | religiosi | parrocchie |
| anno | battezzati  | totale      | %           | numero     | secolari   | regolari   | battezzati per presbitero | diaconi | uomini    | donne     | parrocchie |
| ---- | ----------- | ----------- | ----------- | ---------- | ---------- | ---------- | ------------------------- | ------- | --------- | --------- | ---------- |
| 1950 | 140.000     | 140.936     | 99,3        | 11         | 1          | 10         | 12.727                    |         | 13        |           | 8          |
| 1966 | 250.000     | 263.949     | 94,7        | 35         | 20         | 15         | 7.142                     |         | 17        | 49        | 9          |
| 1970 | 250.000     | 300.000     | 83,3        | 30         | 17         | 13         | 8.333                     |         | 16        | 40        | 10         |
| 1976 | 200.000     | 270.000     | 74,1        | 26         | 17         | 9          | 7.692                     |         | 12        | 27        | 12         |
| 1980 | 219.000     | 258.000     | 84,9        | 22         | 14         | 8          | 9.954                     |         | 13        | 29        | 13         |
| 1990 | 293.000     | 343.000     | 85,4        | 23         | 14         | 9          | 12.739                    |         | 11        | 48        | 12         |
| 1999 | 349.987     | 422.757     | 82,8        | 26         | 20         | 6          | 13.461                    |         | 8         | 49        | 16         |
| 2000 | 341.405     | 426.757     | 80,0        | 26         | 21         | 5          | 13.130                    |         | 7         | 49        | 17         |
| 2001 | 344.819     | 431.024     | 80,0        | 25         | 20         | 5          | 13.792                    |         | 7         | 46        | 17         |
| 2002 | 344.819     | 431.024     | 80,0        | 28         | 21         | 7          | 12.314                    |         | 9         | 41        | 16         |
| 2003 | 348.192     | 435.240     | 80,0        | 29         | 23         | 6          | 12.006                    |         | 8         | 39        | 16         |
| 2004 | 348.192     | 435.240     | 80,0        | 31         | 24         | 7          | 11.232                    |         | 9         | 43        | 16         |
| 2013 | 273.000     | 475.000     | 57,5        | 55         | 47         | 8          | 4.963                     |         | 9         | 30        | 18         |
| 2016 | 279.000     | 486.000     | 57,4        | 32         | 25         | 7          | 8.718                     | 4       | 8         | 30        | 22         |
| 2019 | 319.214     | 497.000     | 64,2        | 41         | 34         | 7          | 7.785                     | 5       | 7         | 37        | 25         |
| 2021 | 324.280     | 501.845     | 64,6        | 42         | 35         | 7          | 7.720                     |         | 7         | 28        | 25         |